# Serra do Navio
Serra do Navio – miejscowość leżąca w brazylijskim stanie Amapá, na północny zachód od miasta Macapá. W roku 1945 w regionie miejscowości odkryto złoża manganu. Według cenzusu z roku 2010 miejscowość liczy 4761 mieszkańców. Zgodnie z ustawą z dnia 17 marca 1992 miejscowość podniesiono do rangi gminy.